# Cedi
El cedi es la divisa de Ghana. Tradicionalmente se divide en 100 pesewas, la que debido a la inflación (1967-2007) desapareció como moneda fracionaria, y que volvió con el Nuevo Cedi (2007-). En los últimos años ha figurado de forma repetida como una de las monedas más devaluadas del mundo, junto a una alta tasa de inflación que alcanzó el 40 por ciento en 2022, la más alta del continente, la caída de reservas y una deuda externa que se ha multiplicado por cuatro en los diez últimos años.En los últimos años su uso se ha generalizado el uso en Ghana del Franco CFA moneda de sus vecinos como moneda de ahorro y para transacciones comerciales por la devaluación de su moneda del orden del 90 por ciento ya que la moneda extranjera es más fácilmente convertible y más estable que el Cedi.

## Historia

### Primer cedi
El cedi apareció en 1965 en sustitución de la libra ghanesa a razón de 2,4 cedis por libra o, lo que era lo mismo, 1 pesewa = 1 penique. Debido a la inestabilidad el primer cedi se sustituyó por otra moneda, también llamada cedi en 1967. Este cedi valía 1,2 cedis de los antiguos, con el cual se hacía mucho más sencilla la conversión de libras a cedis, a razón de 2 cedis por libra.

### Segundo cedi
El Cedi se mantuvo hasta la década de 1970, pero tras la crisis petrolera de 1973, sumado a que la economía de Ghana se devaluó drásticamente tras el golpe de Estado  debido a una pésima gestión financiera de la nación, el declive en los precios del cacao, la mala gerenciación de los proyectos de infraestructura y la reducción del poder adquisitivo, lo que, sumado a una rampante inflación, hicieron imprimir demasiado dinero físico al banco central. Después del golpe militar de febrero de 1966 , los nuevos líderes quisieron eliminar el rostro de Nkrumah de los billetes. El "nuevo cedi" (1967-2007) valía 1,2 cedis, lo que lo equivalía a media libra esterlina (o diez chelines esterlinas) en el momento de su introducción. Décadas de alta inflación devaluaron el nuevo cedi, de modo que en 2007 el mayor de los billetes del "nuevo cedi", el billete de 20.000, tenía un valor de aproximadamente 2 dólares estadounidenses. 
En el periodo de su circulación, y con el fin de sostener artificialmente su valor, se efectuaron dos grandes requisas de billetes de alta denominación, para posteriormente demonetizarlos. En los años 1970, 1 cedi equivalía a 1 dólar. Es así como en 1979 se procede a canjear los billetes de las anteriores series a una tasa de 10 viejos = 7 cedis nuevos, pero no se afectaron a los depósitos bancarios ni a las deudas contraídas con anterioridad a dicha medida. [cita requerida]
Ya en 1982 es retirado de circulación y canjeado únicamente a los nacionales los billetes de más valor facial en circulación, el de 50 cedi, y tras dicha medida es demonetizado y reemplazado por otros de más baja denominación, y a los poseedores extranjeros de dichos billetes se les negó su canje, así como se prohibió la salida de dichos billetes. Pero la realidad era que su valor real era mínimo, tras los constantes aumentos de inflación y del coste de vida en la nación africana, siendo incluso emitidos billetes de mayor valor, como el de 10.000 y 50.000 Cedi en 1983, ya en 1983, el cambio había bajado a 90 cedis por dólar. En 1993, el canje era de 720 cedis por dólar. Luego, en 1996, los billetes de nueva denominación comienzan a crecer en dígitos, y es así que aparecen los de 100.000 y el de 500.000 a fines de los años 1990.
Emitidos por el Banco de Ghana (Bank of Ghana), circularon del antiguo Cedi monedas de 5, 10, 20, 50, 100, 200 y 500 cedis, junto a billetes de 100, 200, 1.000, 2.000, 5.000, 10.000 y 20.000 Cedi inicialmente. Los billetes de 100 y 200 fueron retirados oficialmente en 1990, y las monedas los reemplazaron desde 1991. Dichas monedas estuvieron en circulación hasta su canje, en el 2007. Sin embargo, las monedas de 10 cedi (~0.1 centavo de dólar) y 20 cedi (~0.2 U.S. centavos de dólar) no se vieron en circulación constante, debido a su ínfimo valor real. En el 2005, la tasa de cambio había evolucionado desfavorablemente hasta más de 9.000 Cedi por dólar. Con esta tasa de cambio y según datos de agosto del 2005, el cedi era la sexta moneda de valor más bajo del mundo.
El nuevo cedi fue eliminado gradualmente en 2007 en favor del "cedi de Ghana" a un tipo de cambio de 1:10.000 siendo la quinta moneda desde 1966. Al eliminar cuatro dígitos, el cedi de Ghana se convirtió en la unidad monetaria de mayor denominación emitida en África . Desde entonces ha perdido más del 90% de su valor.
Debido a la corrupción gubernamental y en el sistema judicial, la continúa inflación los alimentos en Ghana se han vuelto los más caros del África subsahariana junto a la moneda más depreciado de la región

### Nuevo Cedi
En julio de 2007 se pusieron en circulación los nuevos billetes y monedas emitidos en la nueva divisa nacional, el Nuevo Cedi (con código ISO 4217 GHS). Su factor de canje era de 10.000 antiguos Cedi = 1 Nuevo Cedi, y cada uno de ellos está dividido nuevamente en 100 Pesewas. De forma que el cambio de 1 Nuevo Cedi por US$ 1, a diciembre de 2006; sería de GHC 0,92 o 92 Pesewas. Desde enero de 2008 los viejos billetes sólo podrán ser canjeados en los bancos y ya no tendrán valor legal alguno.
El Banco de Ghana puso en circulación nuevos billetes por valor de 1, 5, 10, 20, y 50 nuevos cedi, y monedas de 1, 5, 10 y 50 Pesewas. El canje hecho para la aparición de la nueva divisa surgió con el retiro de cuatro ceros a las denominaciones anteriores del Cedi en circulación, por lo que un pesewa es equivalente a diez mil antiguos cedi, y cincuenta cedi son equivalentes a quinientos mil antiguos Cedi. 
Tras la constante caída del valor real del Cedi, en el 2014, la inflación se incrementó rápidamente, y el valor del tercer Cedi cayó hasta un cuarto de su valor originalmente impreso. Esta caída de valor se contuvo en el último trimestre del 2014 cuando éste circulante se estabilizó tras la solicitud de un cese de pagos negociado (un supuesto bailout) y tras la renegociación de la deuda del Gobierno de Ghana al FMI. En el 2021 el gobierno conservador decidió solicitar un rescate al FMI, traduciendose en privatizaciones, recortes en el gasto público, liberalización 
bancaria aumento de las tasas de interés y salida de capitales, en 2022 ante el empeoramiento de la situación económica  en 2022 el país entró en default

## Billetes
| Cedi de Ghana     | Cedi de Ghana | Cedi de Ghana | Cedi de Ghana  | Cedi de Ghana                              | Cedi de Ghana                              | Cedi de Ghana                              | Cedi de Ghana                    | Cedi de Ghana                    | Cedi de Ghana                    | Cedi de Ghana          | Cedi de Ghana          | Cedi de Ghana          |
| Imagen            | Valor         | Dimensiones   | Color          | Descripción                                | Descripción                                | Descripción                                | Descripción                      | Descripción                      | Descripción                      | Fecha de Salida        |                        |                        |
| Anverso & Reverso | Valor         | Dimensiones   | Color          | Anverso                                    | Anverso                                    | Anverso                                    | Reverso                          | Reverso                          | Reverso                          | Fecha de Salida        |                        |                        |
| ----------------- | ------------- | ------------- | -------------- | ------------------------------------------ | ------------------------------------------ | ------------------------------------------ | -------------------------------- | -------------------------------- | -------------------------------- | ---------------------- | ---------------------- | ---------------------- |
|                   | 1 cedi        | 137 × 65 mm   | Rojo           | Los 6 grandes, Arco de la Independencia    | Los 6 grandes, Arco de la Independencia    | Los 6 grandes, Arco de la Independencia    | Presa de Akosombo                | Presa de Akosombo                | Presa de Akosombo                | 3 de julio de 2007     |                        |                        |
|                   | 2 cedis       | 140 × 67 mm   | Beige          | Kwame Nkrumah                              | Kwame Nkrumah                              | Kwame Nkrumah                              | Parlamento de Ghana              | Parlamento de Ghana              | Parlamento de Ghana              | 14 de mayo de 2010     |                        |                        |
|                   | 5 cedis       | 141 × 68 mm   | Azul           | Los Seis Grandes, Arco de la Independencia | Los Seis Grandes, Arco de la Independencia | Los Seis Grandes, Arco de la Independencia | Universidad de Ghana             | Universidad de Ghana             | Universidad de Ghana             | 3 de julio de 2007     |                        |                        |
|                   | 10 cedis      | 145 × 71 mm   | Amarillo-Verde | Los Seis Grandes, Arco de la Independencia | Los Seis Grandes, Arco de la Independencia | Los Seis Grandes, Arco de la Independencia | Banco de Ghana                   | Banco de Ghana                   | Banco de Ghana                   | 3 de julio de 2007     |                        |                        |
|                   | 20 cedis      | 149 × 74 mm   | Morado         | Los Seis Grandes, Arco de la Independencia | Los Seis Grandes, Arco de la Independencia | Los Seis Grandes, Arco de la Independencia | Corte Suprema                    | Corte Suprema                    | Corte Suprema                    | 3 de julio de 2007     |                        |                        |
|                   | 50 cedis      | 153 × 77 mm   | Marrón         | Los Seis Grandes, Arco de la Independencia | Los Seis Grandes, Arco de la Independencia | Los Seis Grandes, Arco de la Independencia | Fort Christiansborg              | Fort Christiansborg              | Fort Christiansborg              | 3 de julio de 2007     |                        |                        |
|                   | 100 cedis     | 157 x 80 mm   | Cian           | Los Seis Grandes, Arco de la Independencia | Los Seis Grandes, Arco de la Independencia | Los Seis Grandes, Arco de la Independencia | Interior del Parlamento de Ghana | Interior del Parlamento de Ghana | Interior del Parlamento de Ghana | 2 de diciembre de 2019 | 2 de diciembre de 2019 | 2 de diciembre de 2019 |
|                   | 200 cedis     | 161 x 83 mm   | Naranja        | Los Seis Grandes, Arco de la Independencia | Los Seis Grandes, Arco de la Independencia | Los Seis Grandes, Arco de la Independencia | Jubilee House                    | Jubilee House                    | Jubilee House                    | 2 de diciembre de 2019 | 2 de diciembre de 2019 | 2 de diciembre de 2019 |

## Etimología
El nombre de la unidad principal como el de la fraccionaria provienen del akan, el principal grupo de lenguas habladas en Ghana. Hacen referencia a las pechinas (cedi) y semillas (pésewabo) utilizadas originariamente como unidades de cuenta. 
El código ISO 4217 es GHC para el cedi utilizado desde 1967 a 2007 y GHS para el nuevo cedi introducido en 2007 y utilizado actualmente. El símbolo del cedi, (₵), una C con una barra en el brazo superior, tiene desde el 2004 un código Unicode que se escribe U+20B5 y, según la representación decimal, 8373.

## Tasas de cambio

### Antiguo Cedi
- 1 EUR = 10.763 GHC (23 de noviembre de 2005)
- 1 USD = 9.122 GHC (23 de noviembre de 2005)